# 半熟卵

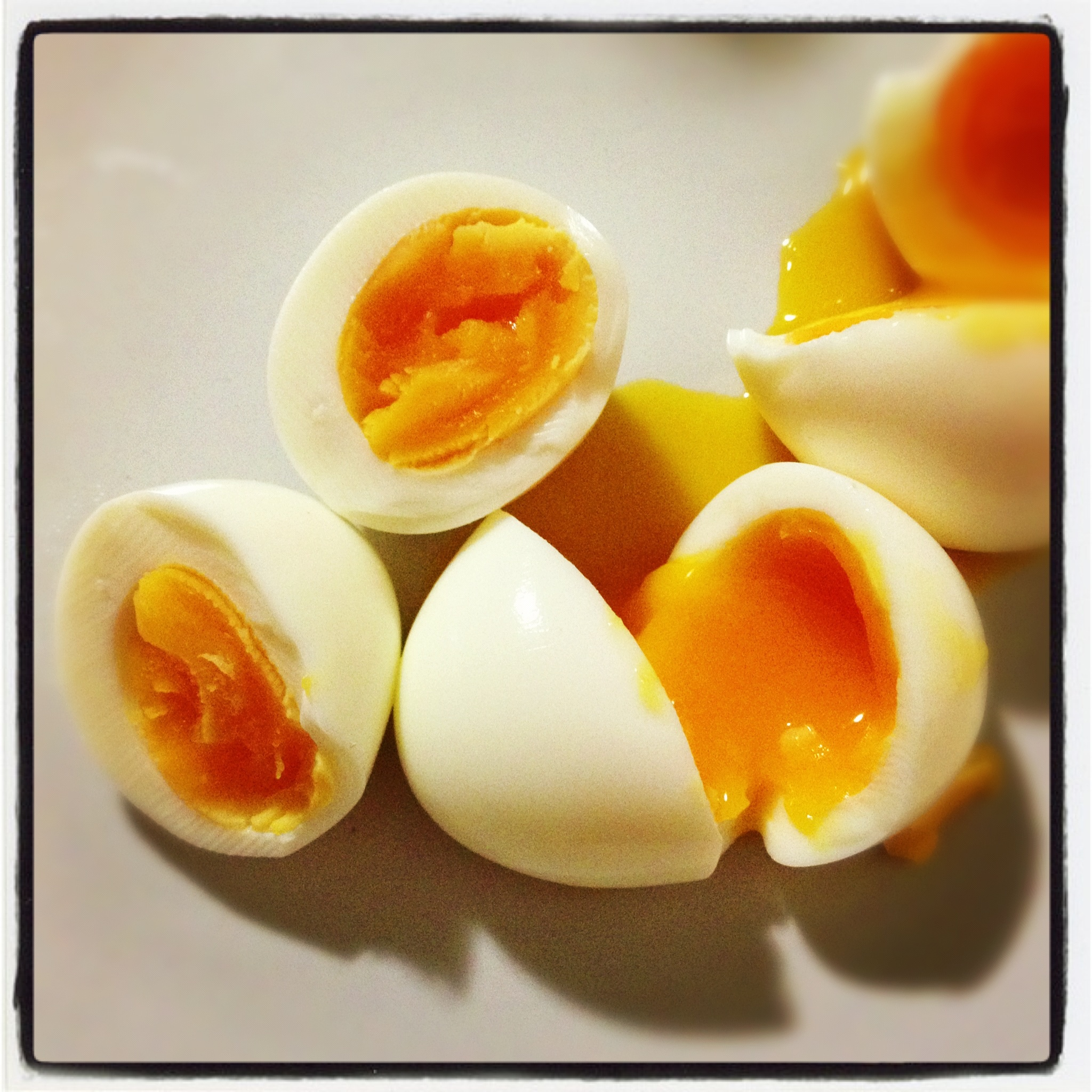
半熟卵

半熟卵、半熟玉子（はんじゅくたまご）は、鶏卵やウズラの卵などを加熱した料理のうち、固ゆでのゆで卵のような完全な凝固を避け、柔らかい状態を保ったものを指す。

## 概要
旧来の用法としては、卵白部分は凝固状態、卵黄部分は液状あるいは半凝固状態のゆで卵を指す言葉である。
しかしながら、温泉卵を半熟卵と表記・表現する例が増加しており、立ち食いそば屋や牛丼チェーンなどの外食店で「半熟卵」の名称で販売されている商品は、卵黄より卵白の方が柔らかい業務用の温泉卵であることが多い。また、ゆで卵に限らず半固形状のオムレツや卵とじ、ポーチドエッグなどを指して半熟卵という表現が用いられることもあり、必ずしもゆで卵だけに用いられる用語ではなくなりつつあるのが現状である。
鶏卵を殻付きのまま加熱する料理は、その温度と調理時間により全熟卵、半熟卵、温泉卵に分けられる。卵白と卵黄が凝固したものを全熟卵（かたゆで卵）というのに対し。半熟卵は卵白のみが凝固し、卵黄は周辺部が固まりかけているもの（中心部は流動性を保っているもの）、温泉卵は卵白が透明感と流動性を保ち、卵黄が固まっているものをいう。
熱湯に生卵を直接割り入れて加熱する料理は、「落とし卵」や「ポーチドエッグ」と呼ばれる。また、専用の容器（エッグ・コドラー）に割り入れ湯煎で加熱したものは「コドルド・エッグ」、ココットなどに入れてオーブンで加熱する料理は「シャードエッグ」という。
ラーメンに生卵を落とし湯を入れると、条件が揃えば完成時に白身が固まって、いわゆる半熟の状態になる。

## 調理法
半熟卵の調理は全熟卵と同じく卵白が固まる温度（70～80℃）よりも高い温度で加熱するが、卵黄の中心部が凝固する前に加熱を停止する。
調理法として沸騰後数分加熱する方法と、保温性のある蓋つき容器を使用する方法がある。
- 卵は95℃の状態で3～5分加熱すると半熟卵となる[5]。卵がかぶるくらいの水に塩を少し入れ、水から火にかける場合には加熱時間は沸騰してから7～8分である[7]。
- 蓋つきの丼鉢（500ml）を使用する場合、卵1個を入れて熱湯をいっぱいに注ぎ15分置く[4]。

茹でた後は黄身に熱が過剰に加えられることを防ぐため冷水にとる。加熱後に急冷するのは卵殻に卵白が付着して剥きにくくなるのを防ぐ意味もある。ゆで卵の殻を剥きやすくする方法としては、加熱前に針状のもので殻に小さな穴を開けておくやり方もよく知られており、専用の器具も販売されている。
なお温泉卵は、卵黄は凝固するが卵白が完全に固まるには至らない温度（65～70℃）でゆっくり加熱したものである。（温泉卵を参照）
調理には卵の一般的性質の理解とある程度の技術が必要であり、学校教育における家庭科の授業で採用されたり、伝熱工学の見地から研究されたりすることもある。調理時間や加熱温度に関して優れた調理法には特許が取得されることもある。

## 形態と用途
殻をむいた半熟卵は、縦に半分に切って、ラーメンやサラダなどにつけあわせることが多い。とりわけラーメンについては、葛西のラーメン店が料亭で供されるような半熟卵を採用して以降、これを模する店が増え、2000年頃には人気ラーメン店の多くが半熟卵を供するようになったという。
フランス語では殻付きの半熟卵（仏: Œuf à la coque）と殻付きでない半熟卵（仏: Œuf mollet）に分ける。エッグスタンドに立てて専用の卵割り機で上の尖った部分に丸いヒビをいれ、そこにナイフを入れて黄身が見えるようにすることがある。イギリスでは、トーストして細く切った食パンを半熟卵の黄身に浸ける食べ方がある。